# Steinbühltunnel
Der Steinbühltunnel ist ein doppelröhriger Eisenbahntunnel der Schnellfahrstrecke Wendlingen–Ulm. Er durchfährt auf einer Länge von 4847 m (Streckenkilometer 54,651 bis 59,498) per Weströhre (die Oströhre misst 4852 m) den Steinbühl im Anstieg zur Schwäbischen Alb. Er ist neben dem Boßlertunnel einer von zwei Tunneln, in denen die Strecke in südöstlicher Richtung in der Gradiente um rund 25 Promille ansteigt. An das Nordwestportal schließt sich unmittelbar die Filstalbrücke an.
Der Rohbau wurde im November 2017 fertiggestellt.

## Verlauf
Das Westportal (Portal Todsburg) liegt beim Baukilometer 48,553 und das Ostportal bei Hohenstadt bei Baukilometer 53,400. Die Trasse unterquert in südöstlicher Richtung die Eselhöfe. Der Tunnel überwindet einen Höhenunterschied von etwa 105 m. Die Überdeckung liegt bei bis zu 90 m. In der Nähe des Ostportals erreicht die Neubaustrecke mit 746 m ü. NN ihren höchsten Punkt. Die beiden Röhren werden mit einem Kreisquerschnitt von 4,70 m Innenradius hergestellt.
Die zulässige Geschwindigkeit im Tunnel liegt bei 250 km/h. Eine optimierte Trassierung hätte im Tunnel weitgehend 300 km/h zugelassen. Durch Vergrößerung eines ein Kilometer langen Bogens im Bereich des Ostportals wären durchgängig 300 km/h möglich gewesen.

## Geschichte

### Planung und Vergabe
Für den Albaufstieg (Planfeststellungsabschnitt 2.2) wurden 25 verschiedene Tunnelvarianten erwogen. 1993 war in diesem Bereich noch ein 4,4 km langer Tunnel vorgesehen. Nach dem Planungsstand von 1995 und von 2007 war der Tunnel mit einer Länge von 4770 m vorgesehen. Nach dem Planungsstand von 2007 sollte ein Zwischenangriff aus dem Gosbachtal heraus erfolgen. Im Vortrieb sollten zwei Erkundungsstollen in der Lage der späteren Röhren entstehen. Mit seismischen Methoden und ergänzenden Bohrungen sollten daraus Verkarstungsstrukturen erkannt und ggf. saniert werden, bevor der eigentliche Vortrieb aufgenommen worden wäre. Im Rahmen eines Planänderungsverfahrens wurden die Planungen für diese Pilotbauwerke im Jahr 2008 verworfen.
Am 8. November 2011 wurde der Tunnelrohbau des Boßler- und des Steinbühltunnels europaweit ausgeschrieben. Die Kalkulationsunterlagen wurden im Februar 2012 an die Bieter verschickt. Der Auftrag wurde im Oktober 2012 zusammen mit jenem für den Boßlertunnel vergeben. Beauftragt wurde die Arbeitsgemeinschaft Tunnel Albaufstieg, die aus vier österreichischen Unternehmen bestand. Die Kosten lagen für beide Tunnel bei 635 Millionen Euro und damit nach Angaben der Bahn deutlich unter den geplanten Kosten. 2013 war der Tunnel mit einer Länge von 4847 m geplant.
Im Rahmen der am 13. Juli 2018 beantragten 9. Planänderung im Planfeststellungsabschnitt 2.2 sollte das Löschwassersystem von der bislang geplanten trockenen Löschwasserleitung auf eine drucklos teilbefülle Leitung umgestellt werden, dazu sollte am Portal Buch eine Pumpenzentrale mit Löschwasserbehälter entstehen. Die Löschwasserbehälter in den Verbindungsbauwerken sowie am Portal Hohenstadt sollten entfallen.

### Bau
Vorbereitende Arbeiten begannen am 2. Dezember 2012. Im Juni 2013 wurden Erdarbeiten ausgeführt.
Der Vortrieb erfolgte aus der Baugrube Pfaffenäcker (Lage). Von dort wurden 414 m Tunnel Richtung Osten (steigend) und 4234 m in westlicher Richtung (fallend) aufgefahren. Der Aushub der 20 Meter tiefen, 140 Meter langen und bis zu 45 Meter breiten Baugrube nahm sechs Wochen in Anspruch. Für die Baugrube wurden rund 150.000 Kubikmeter Gestein ausgebrochen. Die erste Sprengung erfolgte am 6. Juni 2013.  Ein Abschlag umfasst rund 70 Kubikmeter Material und erfordert bis zu 110 Kilogramm Sprengstoff.
Ein Brandschutzkonzept für die Baustelle fehlte bei Baubeginn. Im Juli 2013 wurde mit der Bildung einer Grubenwehr begonnen und erste Übungen abgehalten.
Der offizielle Tunnelanschlag erfolgte am 19. Juli 2013. Die Patenschaft übernahm Susanne Ramsauer, die Ehefrau des Bundesverkehrsministers Peter Ramsauer, der am feierlichen Anschlag mit einer Rede teilnahm. Zu den weiteren Rednern zählten Landesverkehrsminister Winfried Hermann und Bahnchef Rüdiger Grube. Im Abschnitt zwischen der Baugrube Pfaffenäcker und dem Portal Hohenstadt erfolgte am 30. Oktober 2013 ein erster Durchschlag.
Ende September 2014 war die Hälfte der Tunnelstrecke zwischen der Baugrube Pfaffenäcker und dem Westportal ausgebrochen. Der letzte Durchschlag war für März 2016 geplant, erfolgte aber bereits am 21. September 2015. Symbolisch wurde der Tunnel vor geladenen Gästen am 6. November 2015 durchgeschlagen.

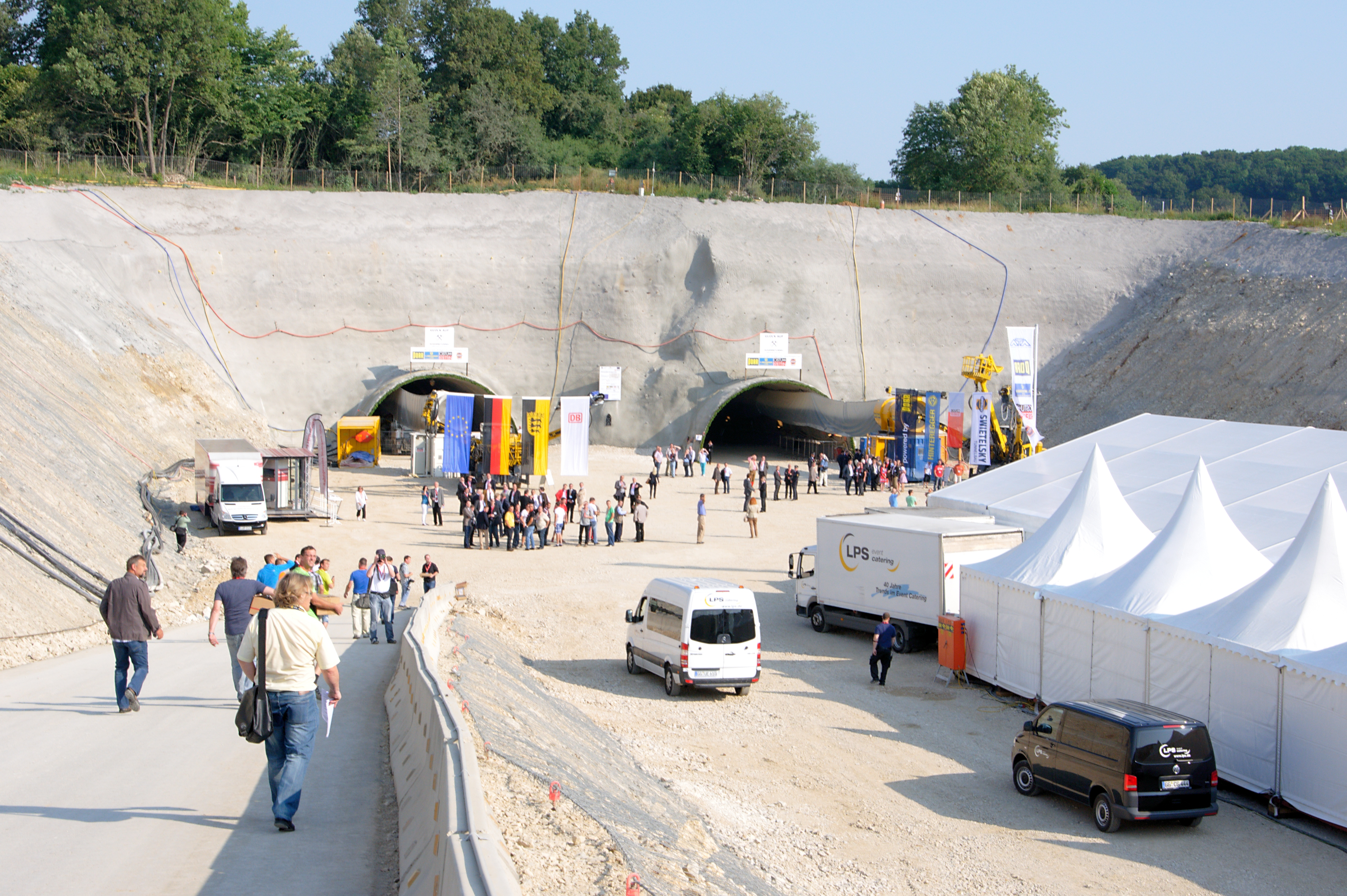
Feierlichkeiten beim symbolischen Anschlag, mit Blick auf die beiden Tunnelröhren Richtung Stuttgart
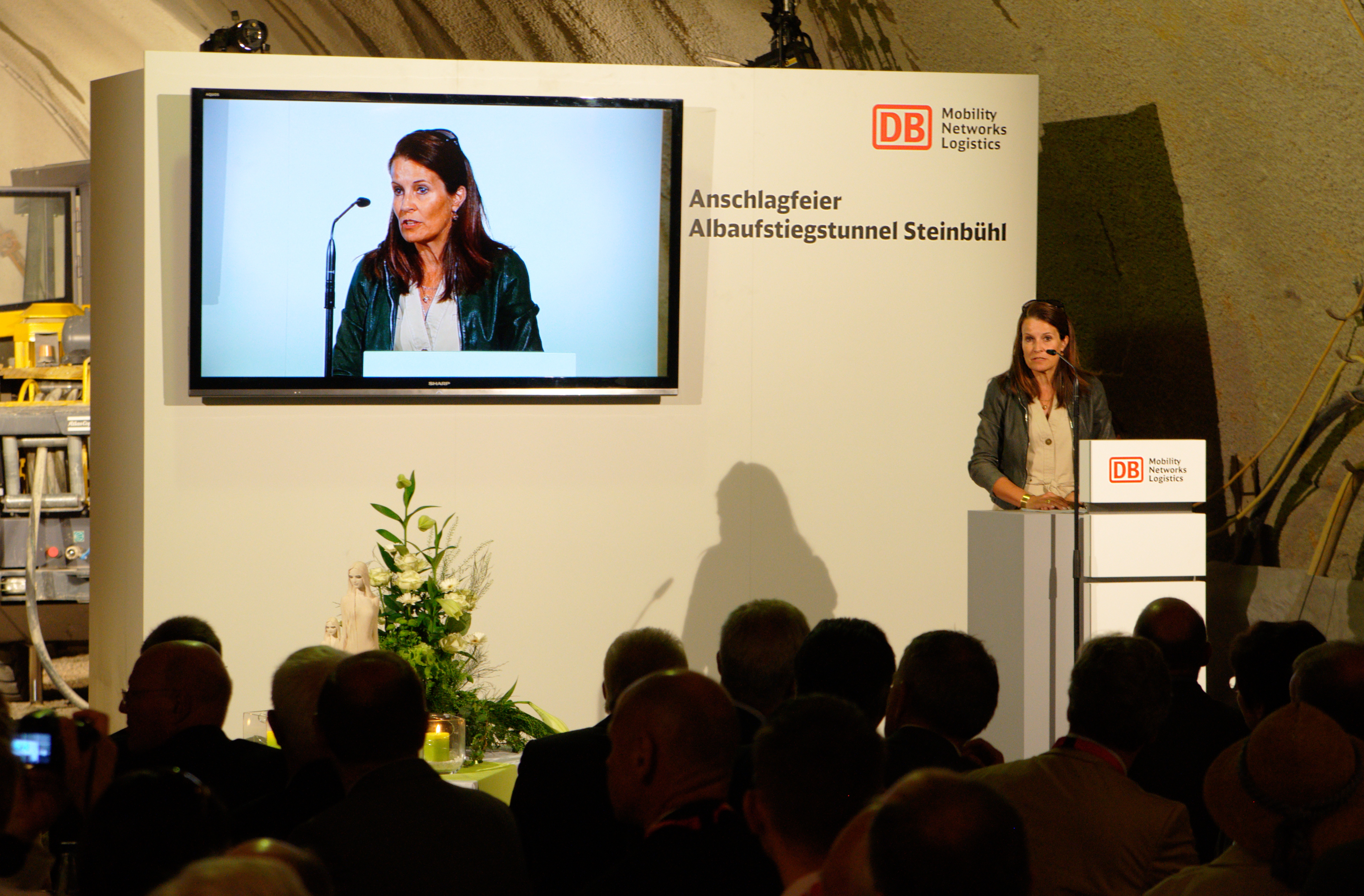
Rede der Tunnelpatin
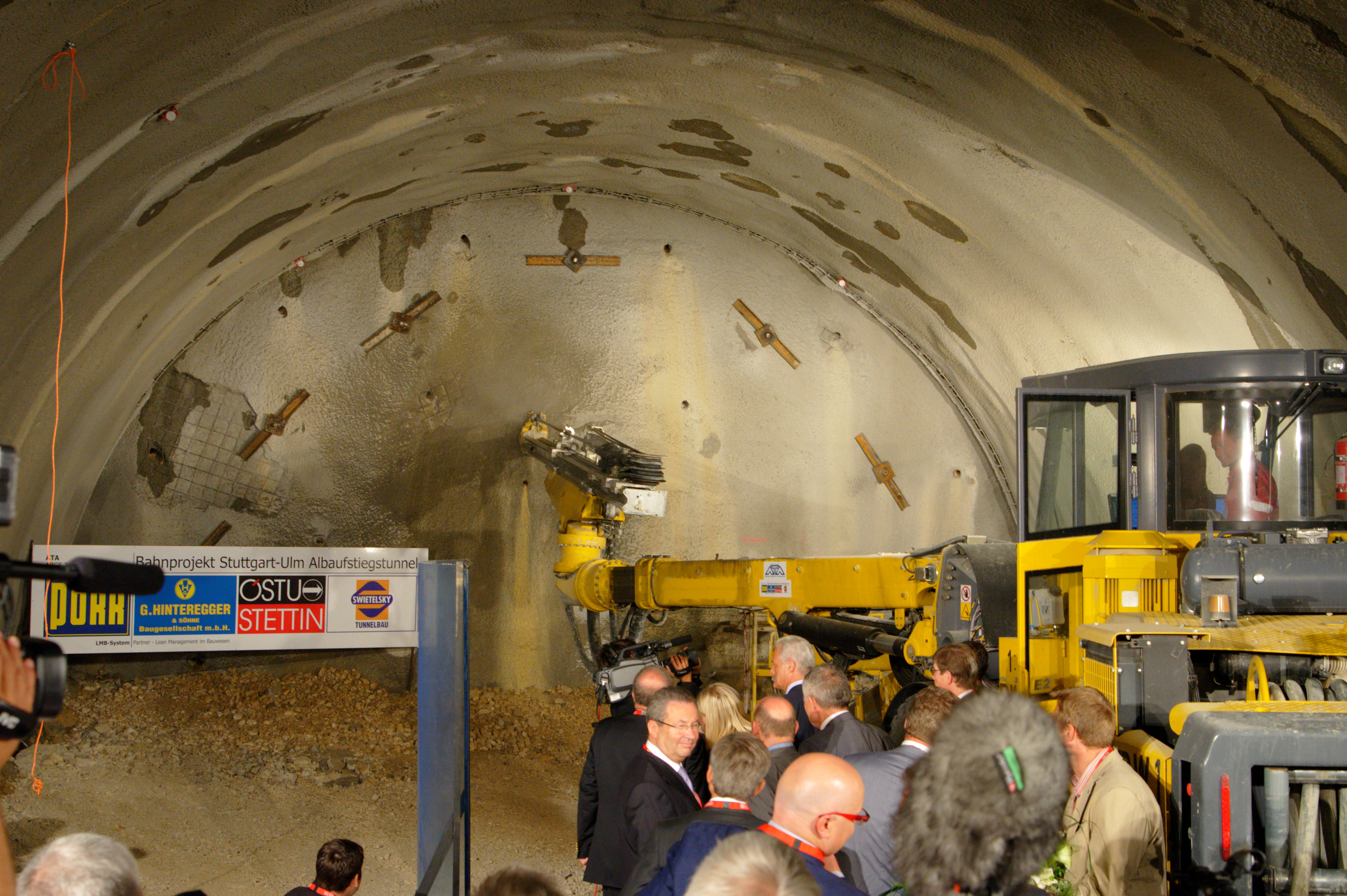
Symbolischer Anschlag
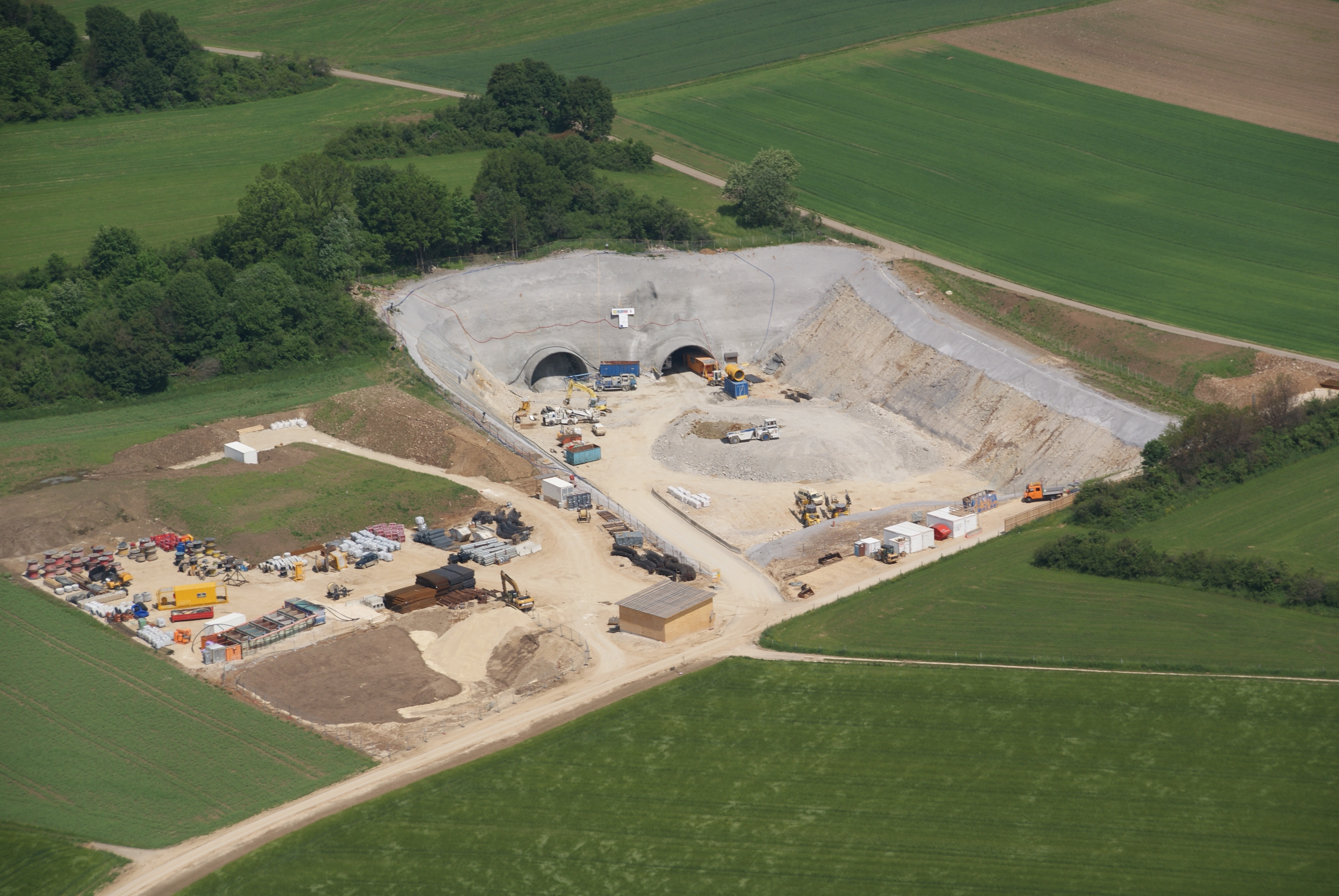
Baugrube Pfaffenäcker und Baustelleneinrichtungsfläche (Juni 2013)
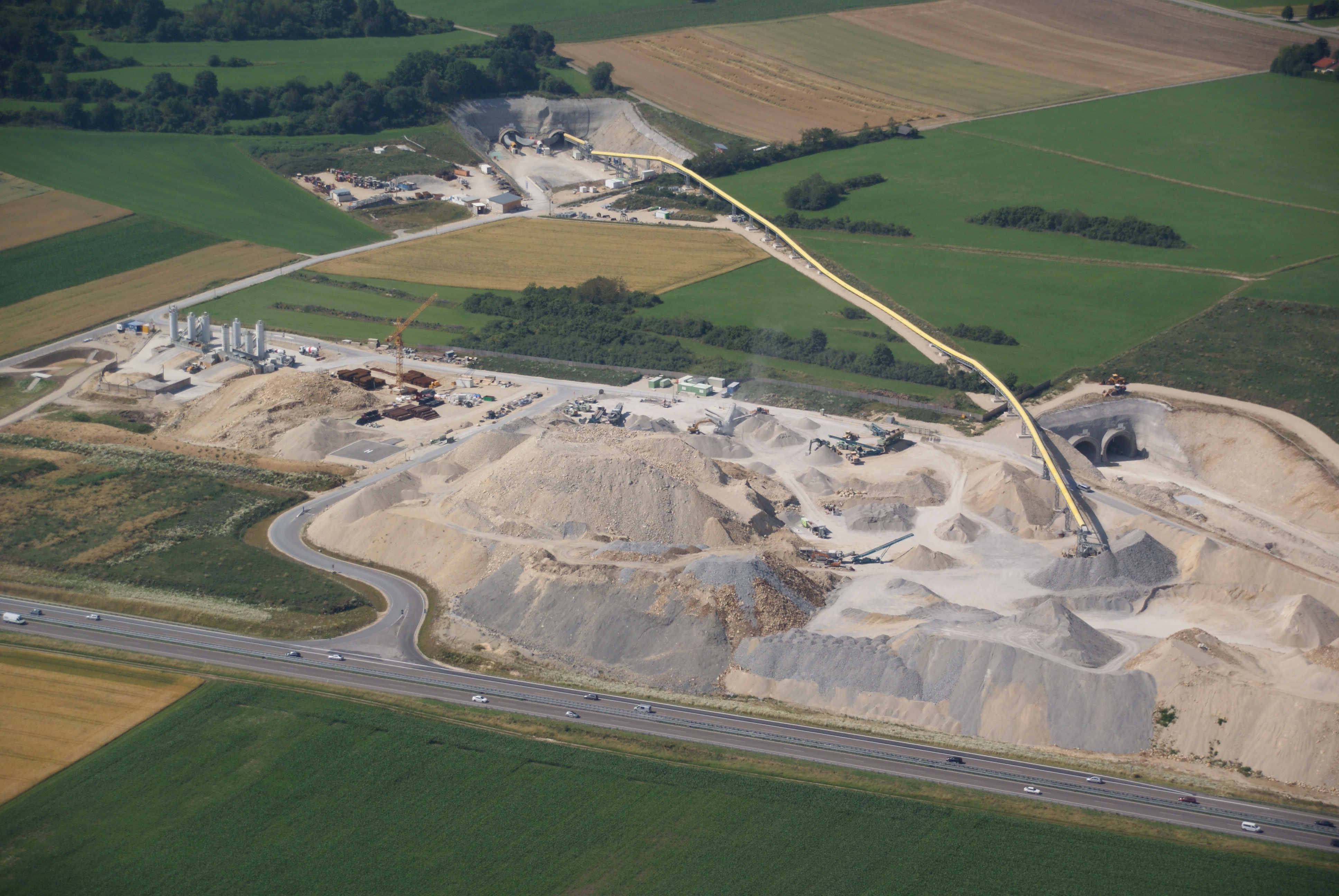
Luftbild der Baustelle (Juli 2014)
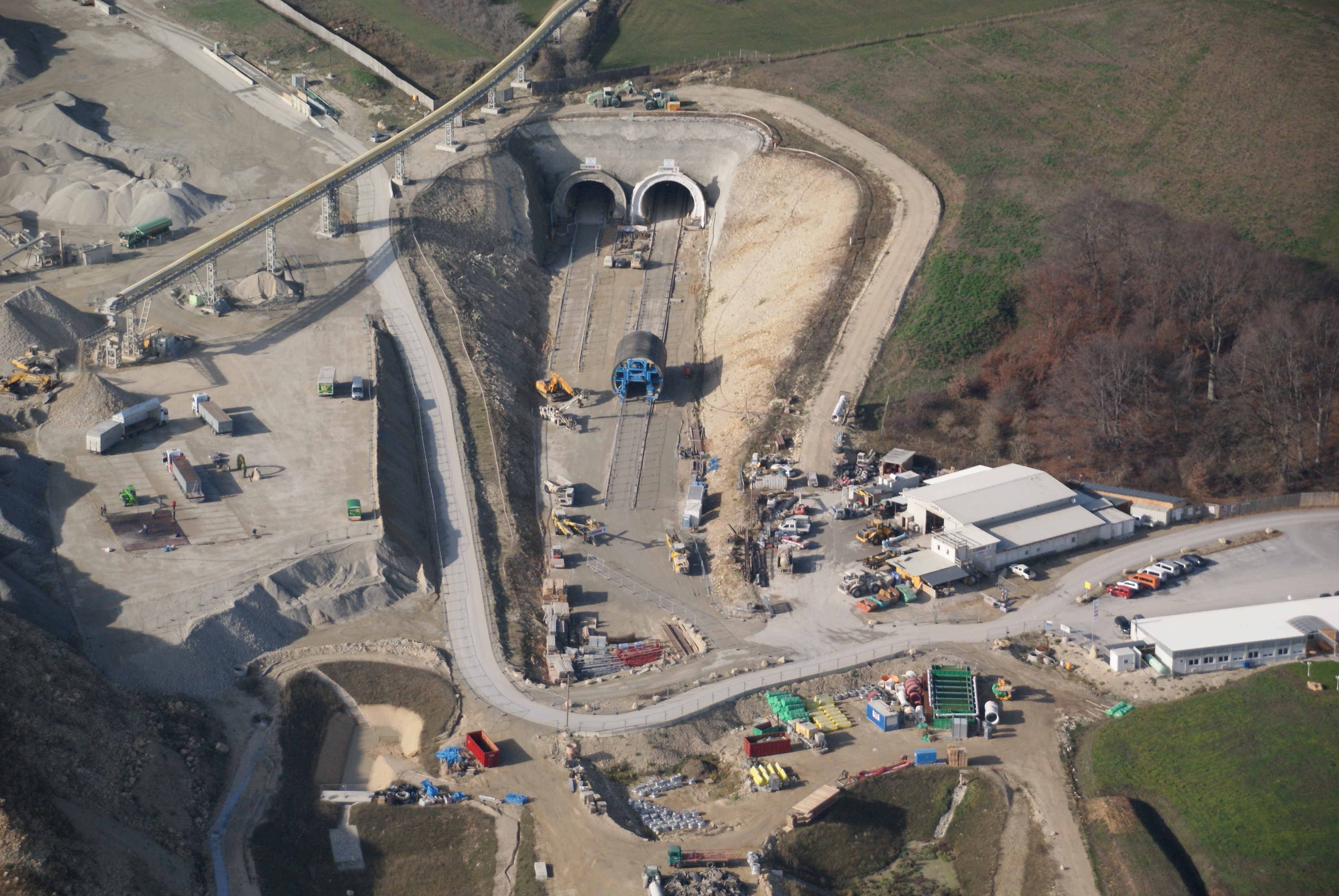
Ostportal (November 2015)
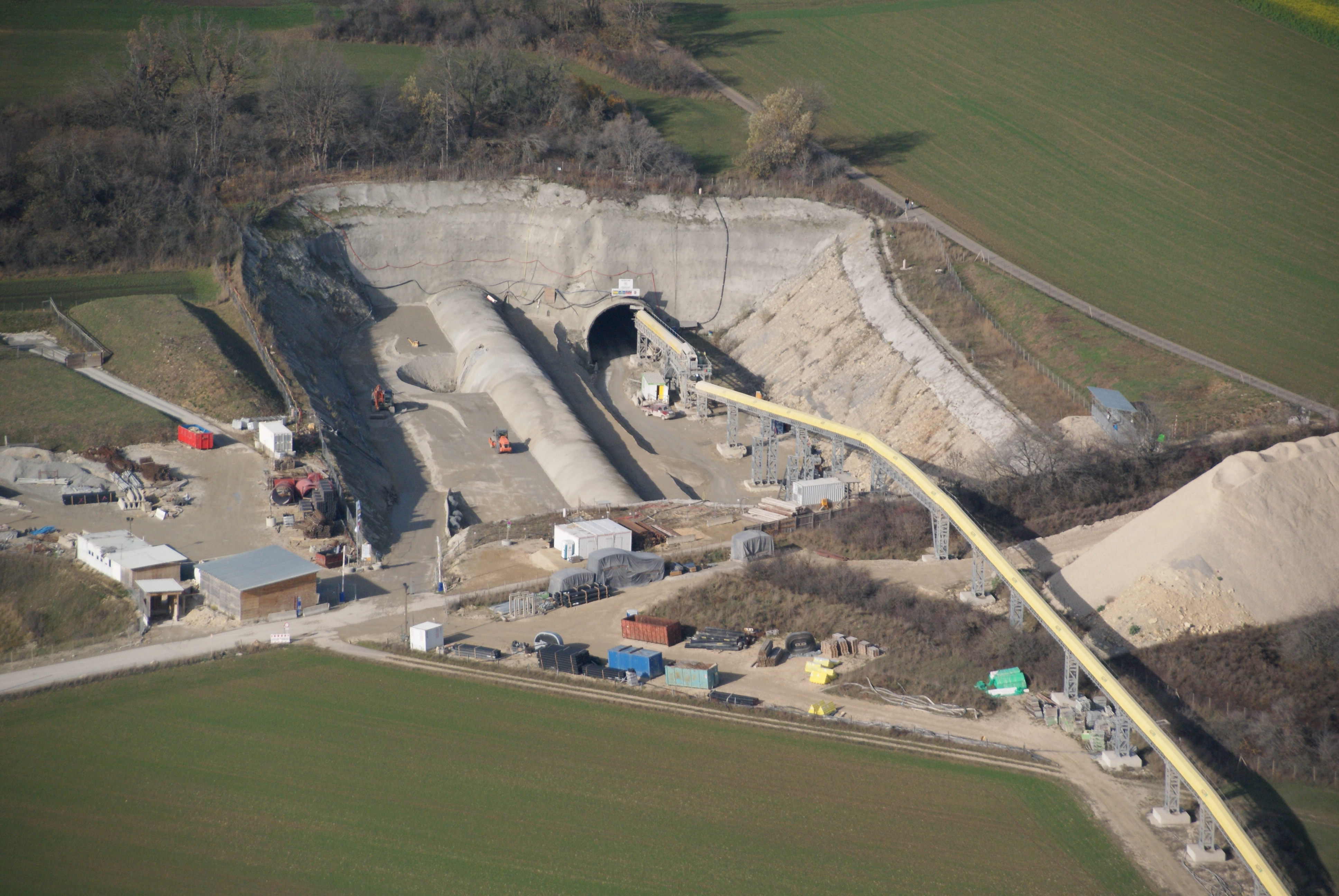
Baugrube Pfaffenäcker, Südliche Röhre geschlossen (November 2015)

Am 21. Dezember 2016 wurde, nach etwa elfmonatiger Bauzeit, die Innenschale der Weströhre fertiggestellt, sie besteht aus 385 je 12,5 m langen und 40 cm starken Blöcken. Im November 2017 wurde die Innenschale der Weströhre fertiggestellt, der Tunnel galt damit als im Rohbau fertiggestellt.
2016 ereigneten sich im Boßler- und im Steinbühltunnel 23 Unfälle, die glimpflich verliefen.
Mitte Oktober 2020 waren die Gleise im Tunnel eingebaut.
Von 2014 bis 2017 fanden insgesamt 364 Baustellenführungen am Tunnel statt.

## Kosten
Bei Abschluss der Finanzierungsvereinbarung der Neubaustrecke, im April 2009, wurde mit Rohbaukosten von rund 22,4 Millionen Euro je Kilometer und Röhre für den Steinbühltunnel gerechnet, bei der Beantragung der finanziellen Baufreigabe im Jahr 2010 lagen die geplanten Kosten bei 28,7 Millionen Euro.
Für den gesamten Planfeststellungsabschnitt 2.4 waren, zum Preisstand von 2010, 1.074,3 Millionen Euro veranschlagt.
Aufgrund der Anforderung der TSI SRT, wonach zwei aufeinander folgende Tunnel als einer zu betrachten sind, wenn diese weniger als die maximale Zuglänge zuzüglich 100 m entfernt sind (hier: Abstand zum Tunnel unter der BAB 8), wurde im Zuge eines im August 2017 veröffentlichten Nachtrags ein zusätzlicher Rettungsplatz für rund 510.000 Euro erforderlich. Dieser 1500 m² Grundfläche umfassende Rettungsplatz ist vor dem Ostportal angeordnet, am Westportal ist aufgrund der anschließenden Brücke kein Rettungsplatz vorhanden.

## Geologie
Der Tunnel durchfährt Schichten des Weißjura. Auf nahezu der gesamten Länge des Tunnels wurde mit Verkarstungen gerechnet, insbesondere jedoch im oberen Bereich des Bauwerks. Im Bauzeitenplan war nach Angaben der Deutschen Bahn ein Puffer von zwei Monaten für karstbedingten Baustillstand enthalten. Im Bauvertrag waren Regelungen für Karsthohlräume von bis zu 500 Kubikmeter Volumen enthalten. Für größere Hohlräume wären Einzelfallbetrachtungen erforderlich gewesen.
Auf einen geplanten Erkundungsstollen wurde verzichtet. Stattdessen ist eine zweistufige Erkundung vorgesehen: Mit einem Erkundungsprogramm während des Vortriebs sollen alle für die Arbeitssicherheit relevanten Karststrukturen erkannt werden. In einer zweiten, dem Vortrieb nachlaufenden Stufe, soll das Gebirge um die beiden Röhren herum untersucht werden, um die dauerhafte Betriebssicherheit des Eisenbahnverkehrs sicherzustellen. Laut Angaben der Deutschen Bahn müsste ein Erkundungsstollen mit sehr kleinen Geräten ausgeführt werden. Eine Parallelisierung der Arbeiten sei damit nicht mehr möglich.
Trasse und Gradiente wurden so gewählt, dass die Röhren oberhalb des Mittelwasserpegels liegen. Das Bauwerk soll gegen 3 bis 5 bar Wasserdruck bemessen werden (Stand: 2007). Aufgrund der starken Verkarstung und der damit verbundenen Durchlässigkeit des Gebirges wird mit sehr starken Grundwasserstandsschwankungen gerechnet. Bei längeren Regenperioden kann der Wasserspiegel bis zu 60 m über die Tunnelsohle ansteigen.
Ein Maschinenvortrieb (mit Tunnelvortriebsmaschinen oder Schildmaschinen) hätte im erwarteten stark verkarsteten Gebirge sowie aufgrund der Grundwassersituation große Sicherungsmaßnahmen erfordert und wäre mit einem sehr hohen Restrisiko verbunden gewesen. Aufgrund dieser Rahmenbedingungen wurde zum Vortrieb die Spritzbetonbauweise eingesetzt.

## Technik

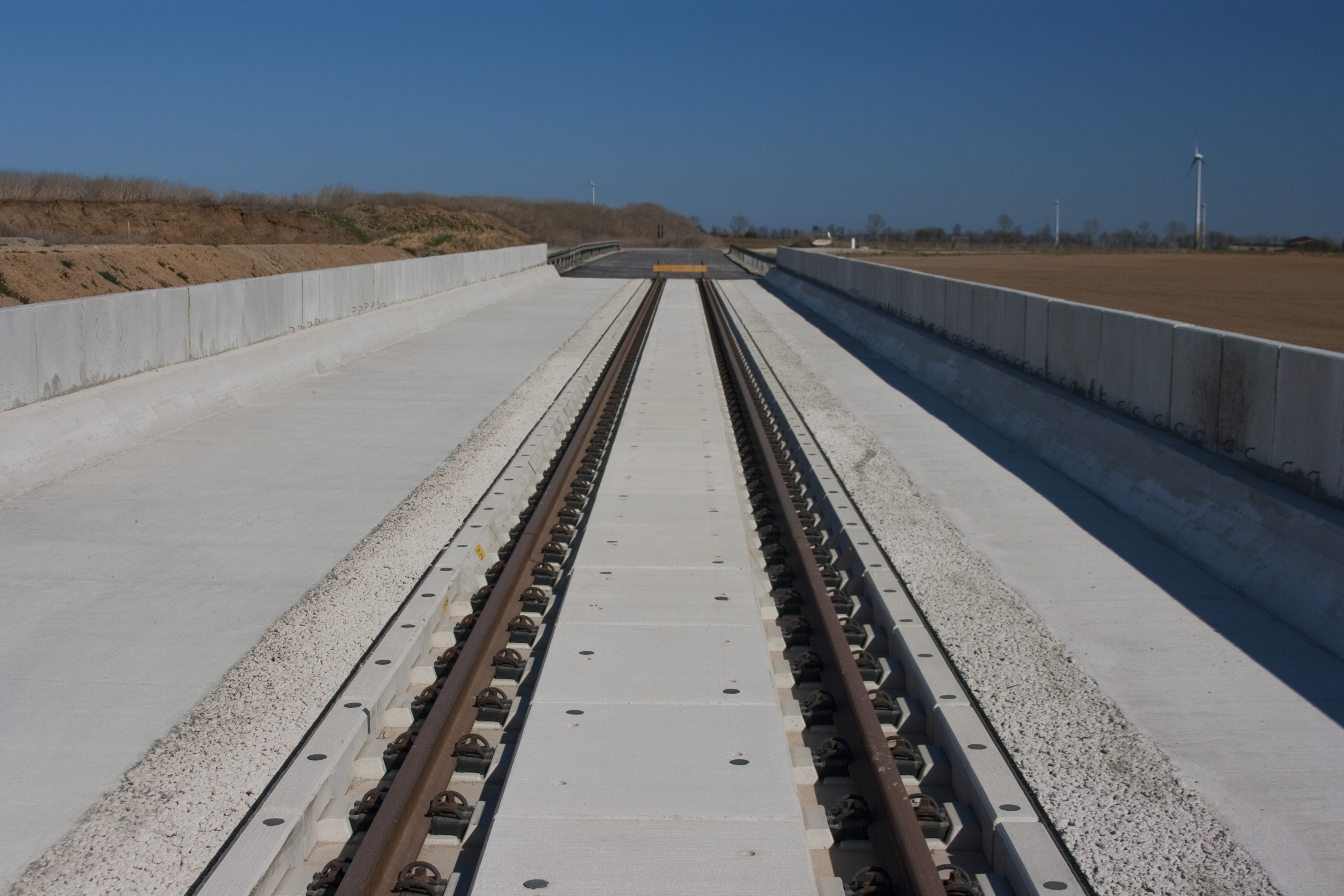
Versuchsstrecke für eine mit Straßenfahrzeugen befahrbare Feste Fahrbahn (Osterbergtunnel, 2012)

Der Tunnel erhielt eine Feste Fahrbahn, die auch von Straßenfahrzeugen befahrbar ist, eine Mindestbreite von 4,05 m soll dabei auch Begegnungsverkehr ermöglichen.
Vor dem Ostportal liegt eine Heißläufer- und Festbremsortungsanlage.
Beide Röhren sind mit einer Tunnelsicherheitsbeleuchtung ausgerüstet, die in Handläufe integriert ist und bei Bedarf auch von Triebfahrzeugführern eingeschaltet werden kann. Rettungszeichen und Richtungspfeile zeigen den kürzesten Fluchtweg zu einem sicheren Bereich.

## Trivia
Der Krimi Todesstollen des schwäbischen Autors Manfred Bomm spielt auf der Baustelle des Steinbühltunnels.